# Sustine et abstine
Sustine et abstine es una locución latina que significa «soporta y renuncia». Atribuida a Epicteto, es la máxima de los estoicos.
El estoicismo se centró en los problemas del ser humano, defendiendo como mejor solución ante la vida la búsqueda del equilibrio interior, que se consigue a través de la autarquía, la autosuficiencia. El bien más preciado para el hombre es la felicidad, que encuentran en el ejercicio de la virtud, en la figura del hombre moderado, que domina sus pasiones. Para Epicteto, el papel del filósofo consiste en practicar la vida contemplativa, centrada en la noción de eudaimonía (felicidad), que es un producto de la virtud, definida mediante la vida acorde a la razón. Además del autoconocimiento, la virtud de la razón estoica consiste en la ataraxia (imperturbabilidad) y la apatía (desapasionamiento). 
Así, la frase que resume la doctrina estoica cabe entenderla como «soporta el dolor y renuncia al placer», los dos extremos del sentimiento humano, para lograr el justo equilibrio donde brilla la razón. Hay que librarse tanto de las pasiones como de los temores, ser indiferente tanto al dolor como al placer, para con ello alcanzar la serenidad de ánimo, la imperturbabilidad. 